# ハンドル体

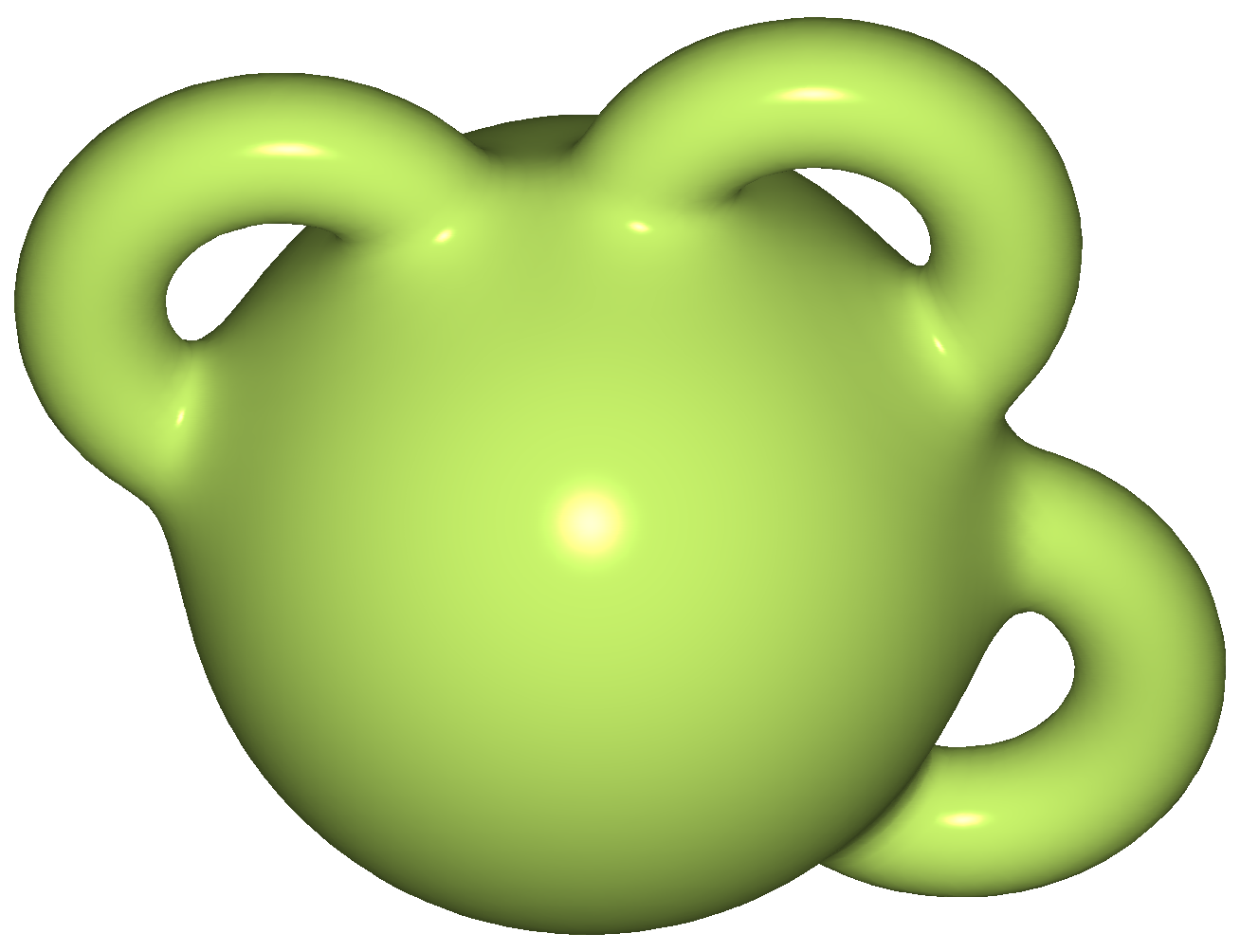
（図1）種数3のハンドル体

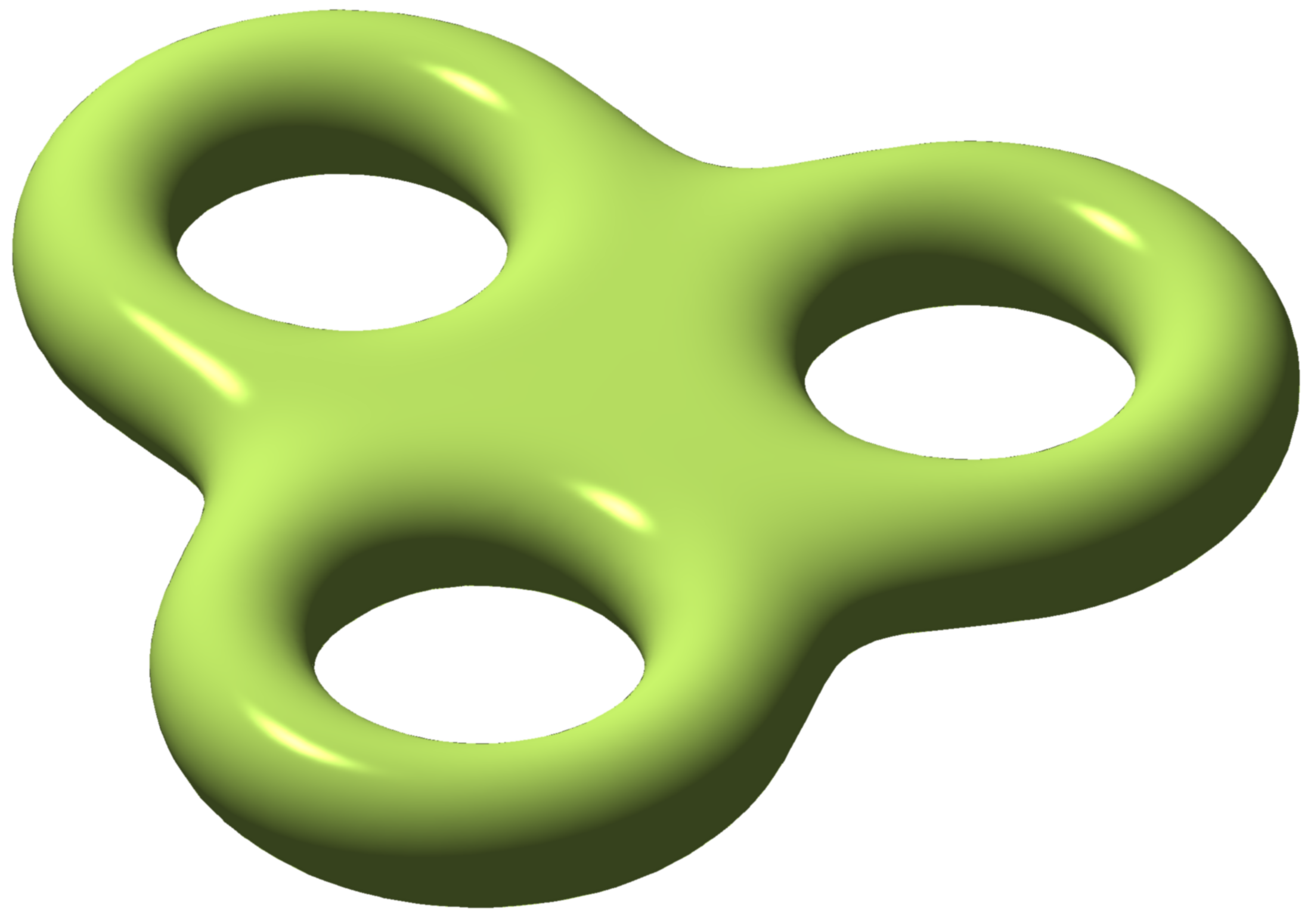
（図2）種数3のハンドル体

ハンドル体（ハンドルたい、英: Handlebody）とは、位相幾何学において、球体にいくつかのハンドル(取っ手)を貼り付けて得られる向き付け可能な閉多様体。一次元以外の任意の次元でハンドル体を考えることができるが、三次元の場合を指すことが多い。
「球体にいくつかのハンドルをつけたもの（図1）」と考えてもよいし、「（1つとは限らない）いくつかの穴があいたドーナツ（図2）」と考えてもいい（粘土のような柔らかい素材でできていると思えば片方からもう片方へ変形できるため、位相幾何学においては両者は同一視される）。
ハンドルの個数、あるいは穴の個数のことを種数という。特に種数0のハンドル体は球体であり、種数1のハンドル体はトーラス体である。
また、種数 g のハンドル体の境界は種数 g の向き付け可能閉曲面（穴が g 個のトーラス）となる。

## 3次元のハンドル体
3次元のハンドル体は以下のように構成される。
まず、3次元球体 B3 とg個のハンドル D2×I を用意する（gは自然数）。ハンドルとは、2次元円板 D2 と単位閉区間 I = [0,1] の直積であり、（ゴムのように曲げられる中身の詰まった）円柱のようなものだと考えればよい。
次に、B3 の境界（2次元球面）上に、どの2つをとっても互いに共通部分を持たないような 2g 個の2次元円板をとる。B3 と 各ハンドルD2×I に向きをつけておけば、B3 の境界上の各円板や各ハンドルの両端（D2×{0} と D2×{1}）にも自然に向きが付く。
ここで、各ハンドルをU字型に曲げて、両端の円板を B3 の境界上の2つの円板に1つずつ貼り付ける。つまり B3 とハンドルの和集合をとって、ハンドルの片端の円板からB3の境界の円板への（向きを逆にする）同相写像によって移りあう点を同一視した商空間を考えることになる。これを g 個すべてのハンドルに対して行えば、B3 の境界上のすべての円板にハンドルが取り付けられたことになり、このようにして得られた3次元多様体を種数 g のハンドル体という。

## 完備メリディアン円板系

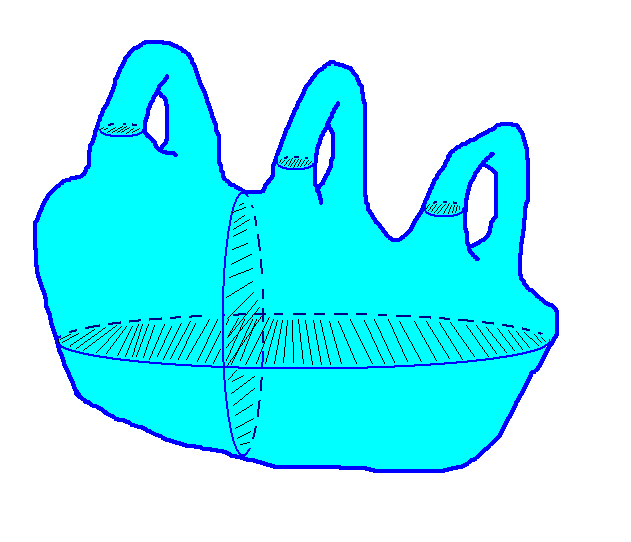
小さく描かれた円板が完備メリディアン円板系。

種数 g の3次元ハンドル体 Hg は、次の条件を満たす g 個の2次元円板を持つ。
1. どの円板も Hg に適切に埋め込まれている。つまり各円板が Hg に含まれており、各円板の境界が Hg の境界に含まれている。
2. どの2つの円板をとっても互いに共通部分を持たない。
3. Hg を各円板で切り開くと、3次元球体と同相になる。

これらの円板のことを完備メリディアン円板系（complete meridian disk system）という。Hg を 3次元球体に g 個のハンドルがついた状態で想像したとき、各ハンドル D2×I をまっぷたつに分ける円板（D2×{0.5} ）たちは完備メリディアン円板系となる。右図の種数3のハンドル体の図の場合は、小さく描かれている3つの円板がこの条件を満たす（大きく描かれている円板は3番目の条件を満たさないので不適当である）。
また、逆にコンパクトで向き付け可能な3次元多様体が上の条件を満たす g 個の円板を持てば、それは種数 g のハンドル体となる。
ハンドル体の基本群は、{\displaystyle \pi _{1}(H_{g})=\{x_{1},x_{2},...,x_{g}|-\}}となる（階数 g の自由群）。ここで xiは、ハンドル体の上のある1点を基点としてi番目のメリディアン円板と1回だけ交差するループ（のホモトピー類）である。

## n次元のハンドル体
3次元のハンドルは {\displaystyle D^{2}\times I=B^{3}} であり、「3次元球体にうまく貼り合わせののりしろ({\displaystyle D^{2}\times \partial I})を定めたもの」とみなせる。これを一般化することで n 次元のハンドル体の概念が導かれる。
n 次元球体 {\displaystyle B^{n}} を {\displaystyle B^{n-k}\times B^{k}} と書き、「のりしろ」を {\displaystyle B^{n-k}\times \partial B^{k}}としたものを n 次元の k-ハンドル と呼ぶ。この「のりしろ」{\displaystyle B^{n-k}\times \partial B^{k}} を n 次元多様体 {\displaystyle M} に埋め込んで(この埋め込みを接着写像と呼ぶ)貼り合わせることで {\displaystyle M} に k-ハンドルを追加した多様体を構成することができる。
- 0-ハンドルは n 次元球体そのもの。
- 1-ハンドルは {\displaystyle B^{n-1}\times I} であり、いわゆる「取っ手」の形をしている。非連結な多様体に 1-ハンドルを追加すると、その境界の連結和を実現できる。
- n-ハンドルの「のりしろ」は {\displaystyle \partial B^{n}} である。0-ハンドルに n-ハンドルを貼り合わせることで n 次元球面 {\displaystyle S^{n}} がつくられる。

0ハンドルから出発して、順番にハンドルを追加してできる多様体をハンドル体と呼ぶ。逆に、n 次元多様体 M に適切な標高関数が定められているとき、M をハンドル体として表示することができる(モース理論)。
n 次元多様体 M にハンドルを二通りの接着写像で貼り合わせるとき、その像が異なる(M の連続変形でも移りあわない)にもかかわらず、貼り合わせた結果が同相になることがある。特に 4次元の 2-ハンドルの場合はその必要十分条件がカービー計算(Kirby calculus)として定式化されている。